# Aurora (jméno)
Aurora je ženské křestní jméno latinského původu. Vykládá se jako „ranní červánky, jitřenka“. České jméno s podobným významem je Zora.
Podle českého kalendáře má svátek 26. ledna.

## Aurora v jiných jazycích
- Slovensky, srbsky, německy, anglicky, španělsky, italsky, latinsky: Aurora
- Rusky: Avrora
- Francouzsky: Aurore
- Maďarsky: Auróra

## Známé nositelky jména
- Aurora – starořímská bohyně ztotožňovaná se starořeckou bohyní Éós
- Aurora - norská zpěvačka, textařka a hudební producentka